# Leonardo Grosso della Rovere
Leonardo Grosso della Rovere (ur. w 1464 w Savonie, zm. 17 września 1520 w Rzymie) – włoski kardynał.

## Życiorys
Urodził się w 1464 roku w Savonie, jako syn Antonia Grossa i Marii della Rovere (jego bratem był Clemente Grosso della Rovere). Studiował prawo kanoniczne i cywilne i był kanonikiem bazyliki watykańskiej. 9 grudnia 1487 roku został wybrany biskupem Agen, otrzymując dyspensę z powodu nieosiągnięcia kanonicznego wieku 30 lat. Funkcję tę sprawował do momentu rezygnacji w marcu 1519 roku. 1 grudnia 1505 roku został kreowany kardynałem prezbiterem i otrzymał kościół tytularny SS. XII Apostoli. W tym samym roku towarzyszył Juliuszowi II w jego ekspedycjach przeciwko Bentivogliom w Bolonii i Baglionim w Perugii. Następnie pełnił funkcje legata papieskiego w Viterbo i Perugii, a w 1507 roku został ambasadorem króla Francji przy Stolicy Piotrowej. Cztery lata później został mianowany penitencjariuszem większym i pełnił ten urząd dożywotnio. 4 października 1511 roku został archiprezbiterem bazyliki liberiańskiej. W 1512 roku wziął udział w V soborze laterańskim i przez jeden rok pełnił funkcję kamerlinga Kolegium Kardynałów. Po śmierci Juliusza II, wraz z kardynałem Lorenzo Puccim (wykonawcą testamentu), zlecił Michałowi Aniołowi wykonanie nagrobka zmarłemu papieżowi. Ludwik XII wnioskował do Leona X, by nadał kardynałowi della Rovere biskupstwo Saint-Malo, jednak nigdy do tego nie doszło. 4 marca 1517 roku został wybrany biskupem Lukki, jednak już po pięciu dniach zrezygnował. Zmarł 17 września 1520 roku w Rzymie.